# Sainte-Marie (Cantal)
Sainte-Marie è un comune francese di 116 abitanti situato nel dipartimento del Cantal nella regione dell'Alvernia-Rodano-Alpi.

## Società

### Evoluzione demografica
Abitanti censiti